# Gheorghe Ciuhandu

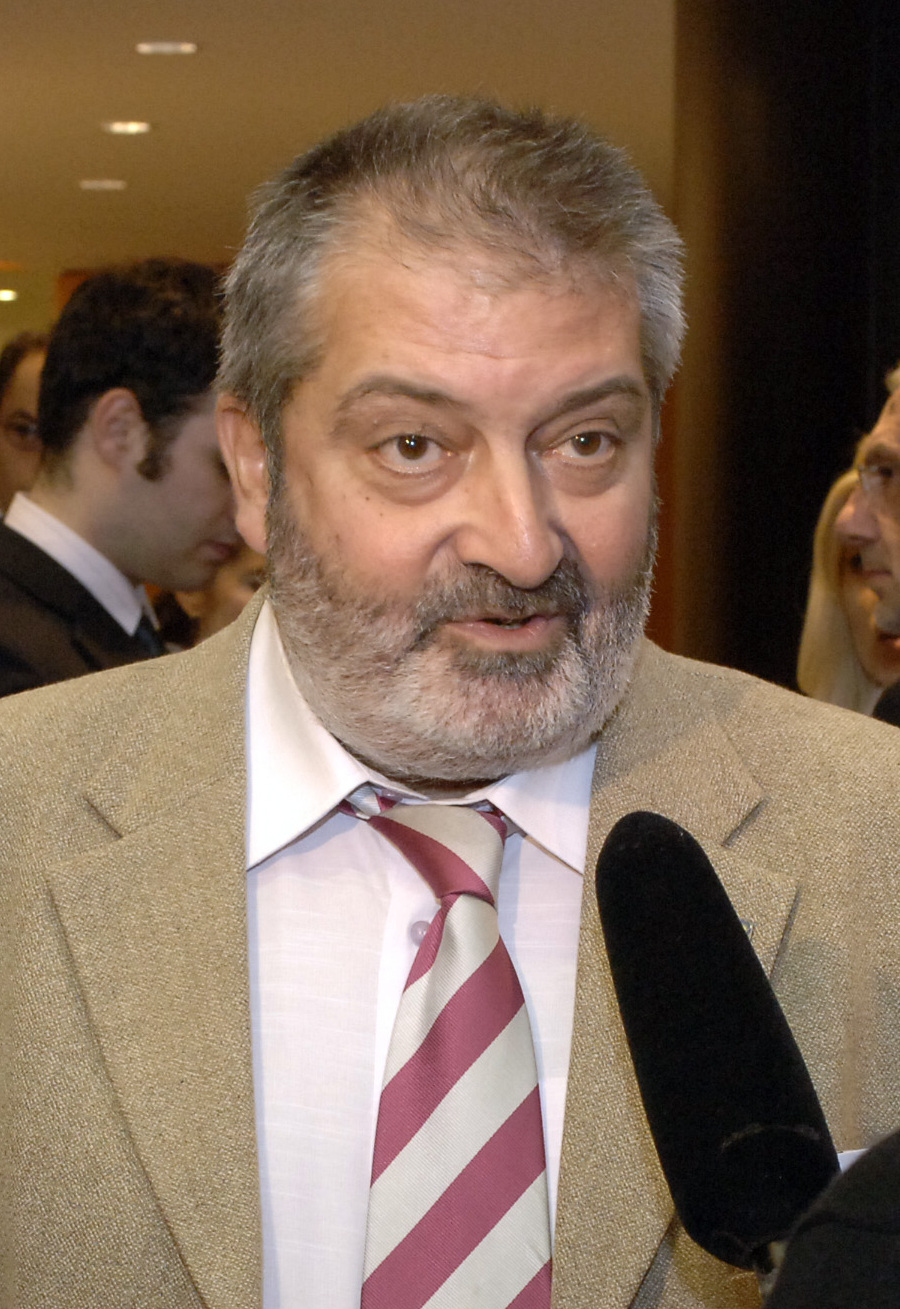
Gheorghe Ciuhandu (November 2006)

Gheorghe Ciuhandu (* 15. Juni 1947 in Timișoara, Kreis Timiș) ist ein rumänischer Politiker und war von 1996 bis 2012 Bürgermeister der Stadt Timișoara. Am 18. Juni 2011 wurde er in den Vorstand der PNŢCD gewählt. Von August 2004 bis Januar 2007 war er Vorsitzender dieser Partei.
Gheorghe Ciuhandu ist Sohn der Professoren Gheorghe und Felicia Ciuhandu. Der Großvater väterlicherseits, auch namens Gheorghe Ciuhandu, war orthodoxer Pfarrer, aktiver Teilnehmer an der Großen Einigung, Abgeordneter im Rumänischen Parlament, Ehrenmitglied der Rumänischen Akademie, und verheiratet mit Anamaria George (Universitätslehrkraft). Gheorghe Ciuhandu spricht fließend Deutsch, Englisch und Französisch. Er ist orthodoxer Christ.

## Leben
Gheorghe Ciuhandu besuchte von 1961 bis 1965 das deutschsprachige Nikolaus Lenau Lyzeum in Timișoara, danach die Polytechnische Universität Timișoara von 1965 bis 1970 und promovierte 1986 zum Doktor-Diplomingenieur im Bauwesen.
Gheorghe Ciuhandu war von 1970 bis 1973 Ingenieur beim Industriebautrust, von 1973 bis 1974 Ingenieur am Institut für Forschung und Projektion für Wasserkraftwerkausrüstungen, von 1975 bis 1976 Ingenieur am Nationalinstitut für Forschung im Bauwesen (INCERC), von 1976 bis 1980 Ingenieur und von 1980 bis 1993 wissenschaftlicher Forscher an der Filiale für Forschung und Projektion im Bauwesen (ICCPDC), von 1993 bis heute Lektor an der Polytechnischen Universität Timișoara. Von 1994 bis 1996 war er als Direktor des Institutes für Forschung und Expertise im Bauwesen (INCERC) tätig. Seit 1996 bis heute ist er Oberbürgermeister der Stadt Timișoara. Gheorghe Ciuhandu verfasste über fünfzig im In- und Ausland veröffentlichte wissenschaftliche Arbeiten.
Gheorghe Ciuhandu ist seit 1990 Mitglied der Partidul Național Țărănesc – Creștin Democrat (PNȚCD), der Nationalen Bäuerlichen Christlich Demokratischen Partei, wurde Präsident der PNȚCD Timișoara 1991 bis 1995, Präsident der PNȚCD im Kreis Timiș seit 1995 bis heute, Vizepräsident der PNȚCD auf Landesebene seit 2000 bis August 2004, und Präsident der PNȚCD – die vorübergehend in Partidul Popular Creștin Democrat (PPCD, Christlich-Demokratischen Volkspartei) umbenannt worden war – von August 2004 bis Januar 2007.
Gheorghe Ciuhandu war aktiver Teilnehmer an der Rumänischen Revolution im Dezember 1989 und Mitglied des freigewählten Stadtrates (Januar–Juni 1990). Er war Gründungsmitglied des Vereins Memorial der Revolution seit 1990. Er war Mitglied der Nationalversammlung der Rumänischen Orthodoxen Kirche von 1994 bis 1998, Mitglied im Vorstand des Interkulturellen Instituts in Temeswar seit 1996, Präsident des Ortskonsortiums Timișoara von 1990 bis 1996. Er ist Mitglied im Führungsausschuss des FMR – Bund der Großstädte in Rumänien seit 1996 bis heute, und Präsident des Ausschusses für Städtebau und territoriale Gestaltung des FMR seit 1996 bis gegenwärtig, sowie Gründungsmitglied der Philharmoniegesellschaft in Timișoara seit 1998 und Stifter der Kirche Mutter Gottes Geburt in Timișoara seit 1999.
Er ist Exekutivpräsident des Rumänischen Vereins Astra für den Banat, das Eiserne Tor und die Rumänen weltweit seit 2000 bis gegenwärtig, Vollmitglied der CPLRE – CLRAE des Europarats in Straßburg, und wurde 1999 ausgezeichnet mit dem Titel Förderer der Kunst – für die Unterstützung und Förderung der zeitgenössischen rumänischen Kunst der Union der bildenden Künstler in Rumänien. 2013 bekam er das Verdienstkreuz 1. Klasse der Bundesrepublik Deutschland verliehen.